# L'Adam de la mer
Pour les articles homonymes, voir Lifeguard.
Pour plus de détails, voir Fiche technique et Distribution.
L'Adam de la mer (Lifeguard) est un film américain de Daniel Petrie sorti en 1976.

## Synopsis
Un gars qui bosse comme sauveteur à la mer.

## Fiche technique
Sauf indication contraire, les informations mentionnées dans cette section peuvent être confirmées par la base de données cinématographiques IMDb,  présente dans la section « Liens externes ».
- Titre français : L'Adam de la mer ou L'Été du sauveteur ou Profession : maître nageur[1]
- Titre original britannique : Lifeguard
- Réalisation : Daniel Petrie
- Scénario : Ron Koslow
- Photographie : Ralph Woolsey
- Montage : Art J. Nelson
- Musique : Dale Menten
- Production : Charles Bluhdorn, David Picker, Barry Diller, Ron Silverman, Ted Mann
- Sociétés de production : Paramount Pictures
- Pays de production :  États-Unis
- Langue originale : anglais américain
- Format : Couleur - 1,85:1 - Son mono - 35 mm
- Durée : 93 minutes
- Genre : Comédie parodique
- Dates de sortie :
  - États-Unis : 19 décembre 1966 (New York)
  - Royaume-Uni : 13 avril 1967 (Londres)
  - France : 10 mai 1968

## Distribution
- Sam Elliott : Rick Carlson
- Anne Archer : Cathy
- Stephen Young : Larry
- Parker Stevenson : Chris
- Kathleen Quinlan : Wendy
- Steve Burns : Machine Gun (Harold)
- Sharon Clark (sous le nom de « Sharon Weber ») : Tina